# Куршус, Аннетте
Аннетте Куршус (нем. Annette Kurschus, 14 февраля 1963, Ротенбург-ан-дер-Фульда)  — немецкая протестантская богослов и пастор. С 2012 по 2023 являлась главой Протестантской Церкви Вестфалии. С 2021 по 2023 являлась президентом Совета Евангелической Церкви Германии.

## Происхождение и образование
Аннетте Куршус выросла в Оберзульме в Гессене и в Зигене. Её отец Георг Куршус (1930–2017) был протестантским пастором церкви Святого Николая в Зигене. После окончания средней школы в Зигене в 1982 году, она некоторое время изучала медицину. С 1983 года она изучала протестантское богословие в Боннском университете, Марбургском университете, Вестфальском университете имени Вильгельма, а также в Вуппертальском церковном университете. Она закончила викариатство в Зигин-Айзерфельде.

## Карьера и должность
После своего викариата Аннетта Куршус стала приходским священником в Зиген-Клафельде в 1993 году и в Зиген-Вайденау в 1999 году. С 2001 года она также была заместителем суперинтенданта округа евангелической церкви Зигена. С 2005 по 2012 год она занимала должность суперинтенданта протестантского церковного округа Зиген.
В ноябре 2011 года Аннетте Куршус была избрана Вестфальским региональным синодом президом Протестантской Церкви Вестфалии и была введена в должность ведущего духовенства 4 марта 2012 года.
Аннетте Куршус стала членом Совета Евангелической Церкви Германии и заместителем председателя совета церкви в ноябре 2015 года. В 2016 году стала комиссаром Совета ЕЦГ по связям с польскими церквями.
20 ноября 2019 года Аннетте Куршус была утверждена на посту презида и переизбрана на новый срок.
Аннетте Куршус — соредактор протестантского журнала «Chrismon» и протестантского ежемесячного журнала «Zeitzeichen». Она является председателем правления Ассоциации евангелической прессы и наблюдательного совета Немецкого библейского общества. Кроме того, она является членом попечительского совета Детмольдской высшей школы музыки, а с 2020 года является членом университетского совета Мюнстерского университета.
20 ноября 2023 года Аннетте Куршус подала в отставку с должности главы Евангелической Церкви Германии и главы Протестантской Церкви Вестфалии после публичных обвинений в сокрытии дела о сексуальных домогательствах против служащего церкви в её бывшем церковном округе Зиген-Виттгенштайн.

## Награды
28 января 2019 года Мюнстерский университет присвоил Куршус звание почетного доктора. Она получила эту награду за заслуги в области диалога между религией и обществом.